# محمدحسین مشایخ فریدنی
محمد حسین مشایخ فریدنی (۱۲۹١ –۱۳ آذر ۱۳۶۹ )دیپلمات، مترجم و پژوهش‌گر ایرانی در دوران پهلوی بوده‌است. او از ۱۳۴۱ تا ۱٣۴٣ سفیر ایران در عراق بود.

## زندگی و فعالیت ها
محمدحسین مشایخی فرزند شیخ محمدباقر در سال ۱۳۳۳ قمری در تهران متولد شد. تحصیلات حوزوی و دانشگاهی را در تهران گذرانید و سالها در مقام رایزن فرهنگی و سفیر ایران در چند کشور به گسترش زبان فارسی پرداخت. او دانشوری بود که گسترهٔ اطلاعات و آگاهی‌های ژرف از فرهنگ اسلام و زبان و ادبیات را با فروتنی علمی عجین کرده بود. وی در ۱۳ آذرماه ۱۳۶۹، به هنگام سفری پژوهشی دربارهٔ جادهٔ ابریشم در نزدیکی شهر بمبئی درگذشت.

## آثار
از آثار وی می‌توان «نوای شاعر فردا»، «نظرات سیاسی در نهج البلاغه» و ترجمه «اغانی» را نام برد. او برای ترجمه کتاب برگزیده الاغانی برگزیدهٔ هشتمین دورهٔ کتاب سال جمهوری اسلامی ایرانشد.

## جایگاه‌ها
- سفیر ایران در عراق
- سفیر ایران در عربستان سعودی
- سفیر ایران در پاکستان